# Andøy
Andøy és un municipi situat al comtat de Nordland, Noruega. Té 4.980 habitants (2016) i la seva superfície és de 655.69 km². L'illa principal del municipi és la d'Andøya. El centre administratiu del municipi és el poble d'Andenes. Les altres poblacions del municipi són Bjørnskinn, Bleik, Dverberg, Fiskenes, Fornes, Nordmela, Risøyhamn, Skarstein, Å, Åknes i Ase.

## Informació general

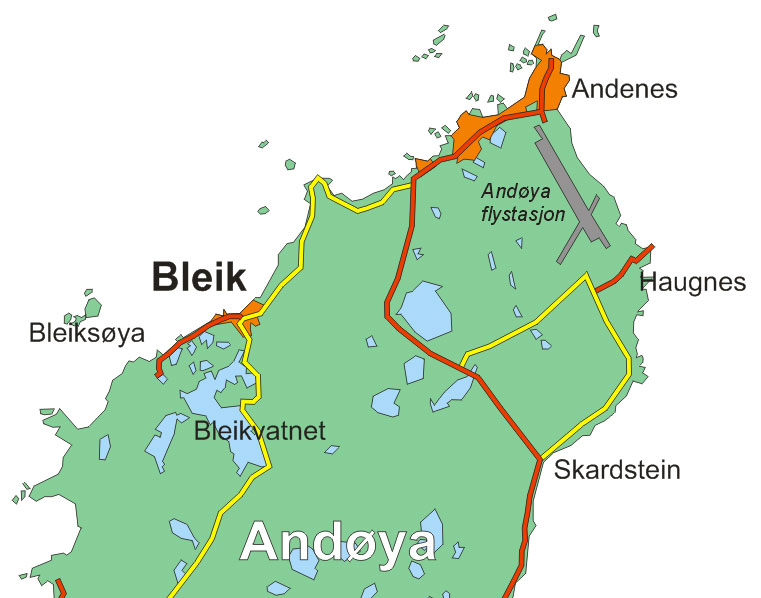
Andenes i Bleik es troben a la part nord d'Andøya

El municipi d'Andøy es va establir com a tal l'1 de gener de 1964 després de la fusió dels antics municipis d'Andenes, Bjørnskinn i Dverberg. Inicialment, Andøy tenia 7.366 residents. Els límits municipals no han canviat des d'aleshores.

### Nom
La forma en nòrdic antic del nom era Andarøy. El primer element és el cas genitiu del nom antic descompost de l'illa: Ǫmd. L'últim element és øi que significa "illa". El significat del nom descompost és desconegut.

### Escut d'armes
L'escut d'armes és modern. Se'ls va concedir el 7 de gener de 1983. L'escut mostra una onada blanca sobre un fons blau. Fou triat com a símbol del municipi pel fet que el municipi està situat a la costa i la pesca és econòmicament important al municipi.

### Esglésies
L'Església de Noruega té tres parròquies (sokn) al municipi d'Andøy. És part del deganat de les Vesterålen a la Diòcesi de Sør-Hålogaland.
| Parròquia (Sokn) | Nom de l'església      | Localització de l'església | Any de construcció |
| ---------------- | ---------------------- | -------------------------- | ------------------ |
| Andenes          | Església d'Andenes     | Andenes                    | 1876               |
| Bjørnskinn       | Església de Bjørnskinn | Bjørnskinn                 | 1885               |
| Dverberg         | Església de Dverberg   | Dverberg                   | 1843               |
| Dverberg         | Capella de Fornes      | Fornes                     | 1965               |

## Geografia

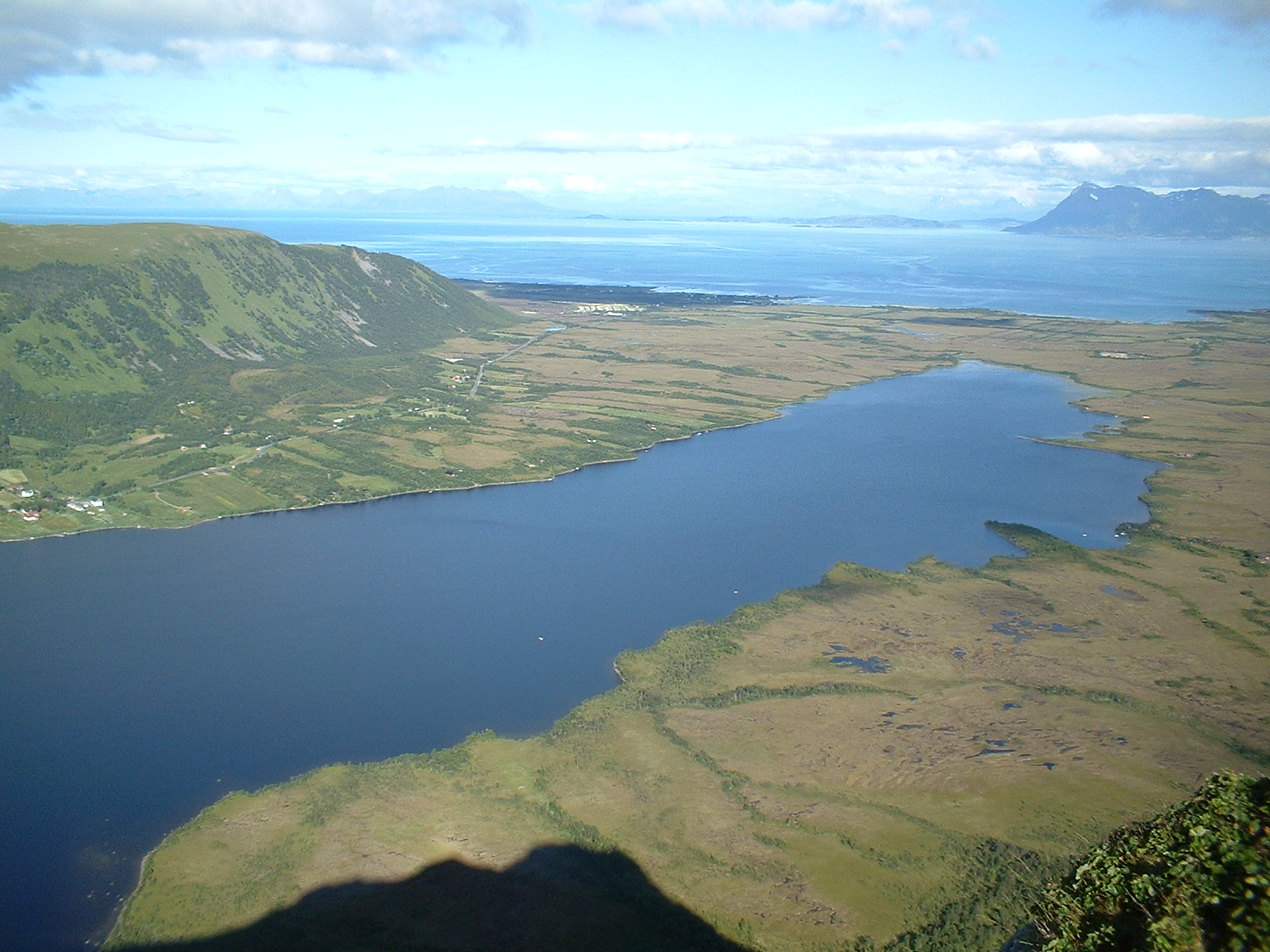
Vista del fiord d'Andoy

El municipi d'Andøy s'estén per l'illa d'Andøya (l'illa més septentrional de l'arxipèlag de les Vesterålen) i la part nord-est de l'illa d'Hinnøya (l'illa més gran i més poblada de Noruega). El municipi també consta d'illots més petits com Bleiksøya, Vomma i Stavaøyan. Andøy es troba entre el Gavlfjorden i l'Andfjorden, i un petit estret separa les dues illes principals d'Andøy. Un pont connecta les dues illes.
A la secció intermèdia de l'illa hi predominen els pantans i aiguamolls, coneguts per les seves móres vermelles. Hi ha nombrosos llacs a l'illa, entre els quals Bleiksvatnet i Skogvollvatnet. L'illa és també l'únic lloc de la Noruega continental on es troben carbó i fòssils de dinosaures. A la reserva natural de Forfjorddalen, situada a Hinnøya, hi ha alguns dels pins més vells d'Escandinàvia, alguns amb més de 700 anys.

### Avifauna
Situat al nord de les illes Vesterålen, Andøy és una mescla de vastes àrees pantanoses i aiguamolls amb un teló de fons de les altes muntanyes com Kvasstinden. La costa és famosa per les seves badies protegides amb platges de sorra blanca. La zona té una rica avifauna i això es reflecteix en alguns bons llocs per a observar-hi aus com la reserva natural de Forfjorddalen i Skogvoll, l'últim dels quals un indret Ramsar amb una importància internacional.
El penya-segat de Bleiksøya, a prop de Bleik, és un espectacular i una fita fotogènica del nord d'Andøya, amb moltes espècies d'ocells marins, incloent frarets.

### Clima
| Dades climàtiques a Andøya               | Dades climàtiques a Andøya | Dades climàtiques a Andøya | Dades climàtiques a Andøya | Dades climàtiques a Andøya | Dades climàtiques a Andøya | Dades climàtiques a Andøya | Dades climàtiques a Andøya | Dades climàtiques a Andøya | Dades climàtiques a Andøya | Dades climàtiques a Andøya | Dades climàtiques a Andøya | Dades climàtiques a Andøya | Dades climàtiques a Andøya |
| Mes                                      | gen                        | febr                       | març                       | abr                        | maig                       | juny                       | jul                        | ag                         | set                        | oct                        | nov                        | des                        | anual                      |
| ---------------------------------------- | -------------------------- | -------------------------- | -------------------------- | -------------------------- | -------------------------- | -------------------------- | -------------------------- | -------------------------- | -------------------------- | -------------------------- | -------------------------- | -------------------------- | -------------------------- |
| Màxima mitjana °C (°F)                   | 0.3 (32.5)                 | 0.1 (32.2)                 | 0.8 (33.4)                 | 3.3 (37.9)                 | 7.5 (45.5)                 | 11.1 (52)                  | 13.5 (56.3)                | 13.3 (55.9)                | 10.0 (50)                  | 6.2 (43.2)                 | 2.8 (37)                   | 1.1 (34)                   | 5.8 (42.4)                 |
| Mitjana diària °C (°F)                   | −2.1 (28.2)                | −2.2 (28)                  | −1.4 (29.5)                | 1.1 (34)                   | 5.2 (41.4)                 | 8.5 (47.3)                 | 11.0 (51.8)                | 11.0 (51.8)                | 7.8 (46)                   | 4.2 (39.6)                 | 0.9 (33.6)                 | −1.2 (29.8)                | 3.6 (38.5)                 |
| Mínima mitjana °C (°F)                   | −5.1 (22.8)                | −5.2 (22.6)                | −4.4 (24.1)                | −1.8 (28.8)                | 2.5 (36.5)                 | 6.2 (43.2)                 | 8.7 (47.7)                 | 8.3 (46.9)                 | 5.2 (41.4)                 | 1.7 (35.1)                 | −1.7 (28.9)                | −4 (25)                    | 0.9 (33.6)                 |
| Precipitació mitjana mm (polzades)       | 98 (3.86)                  | 86 (3.39)                  | 79 (3.11)                  | 68 (2.68)                  | 53 (2.09)                  | 61 (2.4)                   | 67 (2.64)                  | 77 (3.03)                  | 108 (4.25)                 | 144 (5.67)                 | 109 (4.29)                 | 110 (4.33)                 | 1,060 (41,74)              |
| Mitjana de dies de precipitació          | 15.3                       | 13.1                       | 13.5                       | 13.1                       | 10.6                       | 11.8                       | 12.1                       | 12.8                       | 16.6                       | 19.2                       | 17.0                       | 17.4                       | 172.5                      |
| Font: Norwegian Meteorological Institute |                            |                            |                            |                            |                            |                            |                            |                            |                            |                            |                            |                            |                            |

## Transports
El vaixell Hurtigruten s'atura a Risøyhamn. L'aeroport d'Andøya a Andenes és administrat per l'aerolínia Widerøe. Durant l'estiu, Andenes està connectat amb l'illa de Senja per un transbordador. En cotxe s'hi arriba per la carretera noruega 82, des del nord de Sortland.